# أخدود (أرصاد جوية)

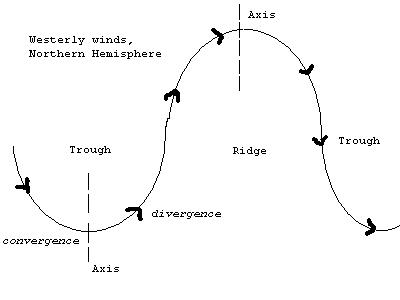
تمثيل للأخاديد والقمم المتعاقبة في الجزء العلوي الغربي من نصف الكرة الشمالي, مع وضع تسميات توضيحية على مناطق الالتقاء والتباعد.

الأخدود أو الغَور أو المنخفض الجوي الأخدودي هو منطقة ممتدة تكون فيها قيم الضغط الجوي منخفضة نسبيًا، وعادة ما يكون مرتبطًا بـالجبهات الهوائية.
بخلاف الجبهات الهوائية، لا يوجد رمز عالمي للأخدود في خرائط الطقس. وفي خرائط الطقس ببعض البلدان، تتم الإشارة إلى الأخاديد بخط، وفي الولايات المتحدة، تتم الإشارة إلى الأخدود بخط متقطع. في المملكة المتحدة أو هونغ كونغ أو فيجي، يتم تمثيل القيعان بخط عريض داكن يمتد من مركز الضغط المنخفض  أو بين مركزين للضغط المنخفض; أما في ماكاو أو أستراليا، فتتم الإشارة إليه بخط متقطع. وإذا لم يتم وضع علامة مميزة عليها، فيمكن التعرف على الأخاديد باعتبارها امتدادًا لخطوط الأيزوبار بعيدًا عن مركز الضغط المنخفض.
في بعض الأحيان، ربما تأخذ المنطقة الفاصلة بين مركزين للضغط المنخفض شكل الأخدود عند ملاحظة تحول محتمل للرياح عند السطح. وعند عدم حدوث انحراف للرياح، فإن هذه المنطقة تكون منطقة ركود شبيهة بمرتفع سنامي جغرافي بين قمتين جبليتين.
إذا تشكل الأخدود عند مناطق خطوط العرض الوسطى، فإن الاختلاف في درجة الحرارة بين جانبي الأخدود يوجد في شكل جبهة هوائية. وعادة ما تكون الجبهات الهوائية أقل في الحمل الحراري عن الأخدود في المناطق الاستوائية أو شبه الاستوائية (مثل الموجة الاستوائية). وفي بعض الأحيان، تتحول أنظمة الجبهات الهوائية المتداعية إلى أخاديد.
قد تنشأ خلايا الحمل الحراري في المناطق القريبة من الأخاديد وتتمخض عنها الأعاصير المدارية، كما تتأثر بعض المناطق المدارية وشبه المدارية، مثل جزر الفلبين أو جنوب الصين، بشدة بخلايا الحمل الحراري الموجودة بطول الأخدود. وفي الغربيات العلوية عند خطوط العرض الوسطى، غالبًا ما تتبادل الأخاديد والقمم خاصة عندما تكون الرياح في المستويات العليا في أنماط الارتفاعات العالية. بالنسبة للأخاديد الموجودة في الغربيات العلوية، فإن المنطقة التي تقع غرب محور الأخدود عادة ما تكون منطقة رياح متقاربة وهواء هابط - ومن ثم فإنها تكون مناطق ضغط مرتفع، بينما تكون المنطقة التي تقع شرق الأخدود عبارة عن منطقة رياح سريعة متباعدة وضغط منخفض. وتعد الموجات الاستوائية أحد أنواع الأخاديد في التيارات الشرقية، حيث تكون عبارة عن انحراف إعصاري باتجاه الشمال كانعكاس للرياح التجارية.

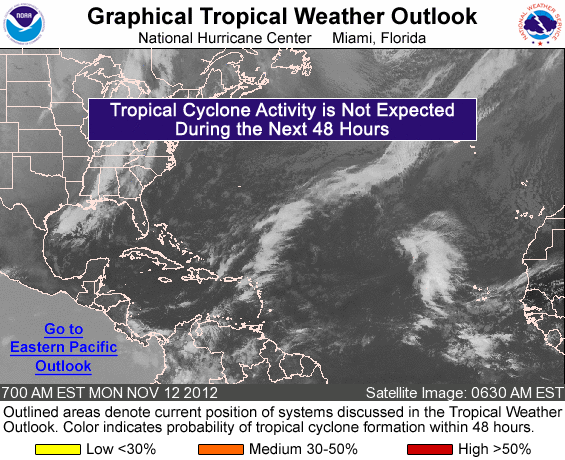
أخدود ضخم للغاية (حوالي 8000 كم أو أكثر) يعبر المحيط الأطلنطي الشمالي من الشمال الشرقي إلى الجنوب الغربي. وهناك سحب ممتدة محاطة بمنطقتين كبيرتين من الضغط الجوي الأعلى تظهران بوضوح بدون سحب على الإطلاقاق

## التسمية
يطلق عليه أيضا أخدود المنخفض الجوي أو حوض الضغط الجوي أو نطاق الانخفاض الضغطي أو المنخفض الضغطي أو المنخفض الحوضي أو نطاق الجو المنخفض مع أن أغلبها ملبسة مع مفهوم متعلق يسمى منخفض جوي.

## أنواع الأخاديد
بالإضافة إلى الأخاديد التقليدية، فهناك بعض الأنواع التي يتم وصفها بمصطلح آخر للإشارة إلى مجموعة معينة من الخصائص.

### الأخدود المحجوب
إن "الأخدود المحجوب" يشبه كثيرًا "الأخدود الديناميكي". ووفقًا لمسرد الجمعية الأمريكية للأرصاد الجوية (AMS)، فإن هذا النوع من الأخاديد عبارة عن "أخدود ضغطي يتكون على الجانب المحجوب من أية سلسلة جبلية عندما تهب الرياح العاتية عبر قمم الجبال، وغالبًا ما نرى ذلك في خرائط الطقس للولايات المتحدة الأمريكية شرق جبال روكي وكذلك شرق جبال الآبلاتشي، ولكن بصورة أقل وضوحًا." كما يمكن أن تتكون الأخاديد المحجوبة نتيجة لضغط ثابت الحرارة للهواء النازل على الجانب "المحجوب" من السلسلة الجبلية أو من خلال تكون الأعاصير الناتج عن الالتقاء الأفقي المصحوب بامتداد رأسي لأعمدة الهواء المار فوق القمة والهابط من على المنحدر المحجوب."

### الأخدود المعكوس
الأخدود المعكوس هو أخدود جوي يكون متجهًا بعكس معظم الأخاديد الموجودة في مناطق خطوط العرض الوسطى. وتكون غالبية (وليس كل) الأخاديد المعكوسة عبارة عن موجات استوائية (كما يطلق عليها عادة الموجات الشرقية).
يتسم معظم الأخاديد في مناطق خطوط العرض الوسطى في نصف الكرة الشمالي بانخفاض الضغط الجوي من الجنوب إلى الشمال، بينما تتسم الأخاديد المعكوسة بانخفاض الضغط من الشمال إلى الجنوب، ولكن ينعكس هذا الوضع في نصف الكرة الجنوبي. تتحرك الأخاديد المعكوسة في نصفي الكرة الأرضية من جهة الغرب إلى الشرق، بينما تتحرك أخاديد مناطق خطوط العرض الوسطى مع الغربيات العلوية في اتجاه الشرق.
قد تكون كل الأخاديد عند السطح أو مرتفعة أو توجد في كلتا الحالتين معًا تبعًا لاختلاف الظروف. وتحمل غالبية الأخاديد السحب والأمطار والرياح المتحولة، من خلال اتباع مسار الأخدود على وجه التحديد. وينتج هذا عن التلاقي أو «التضاغط» الذي يعمل بقوة على رفع الهواء الرطب خلف خط الأخدود.